# Manoir des Groisilliers
Le manoir des Groisilliers est une demeure du XVIe siècle qui se dresse sur le territoire de la commune française de Rumesnil, dans le département du Calvados, en région Normandie. L'édifice est partiellement inscrit au titre des monuments historiques.

## Localisation
Le manoir est situé à Rumesnil, dans le département français du Calvados.

## Historique
Dans une charte de 1077 de Guillaume le Conquérant accordée aux abbés du Bec, il est stipulé qu'Aubrée, fille de Beaudry le Teutonique, avait donné la terre des Groselers aux moines et que ceux-ci y avait implanté un prieuré qui sera supprimé à la Révolution et eut pour dernier prieur Dom Gaudin.
L'édifice datable des XVIIe – XVIIIe siècle était un prieuré-cure appartenant à l'ordre des chanoines réguliers de Prémontré.
En 1791, le manoir presbytéral, les bâtiments et les quelques vergées de terre furent vendus comme biens nationaux.
En 1810, l'église qui se trouvait devant le manoir qui lui servait de presbytère a été détruite.

## Protection
Les façades et les toitures du logis et des communs ; le sol de la parcelle de l'ancienne église ; la pièce d'eau sont inscrits au titre des monuments historiques par arrêté du 25 juin 2004.